# Russische Meisterschaften im Skispringen 2012
Die russischen Meisterschaften im Skispringen 2012 fanden am 18. März sowie vom 22. bis zum 26. März erstmals auf der neuen Schanzenanlage Sneschinka in Tschaikowski statt. Die Männer trugen zwei Einzelspringen sowie ein Teamspringen aus, wohingegen bei den Frauen lediglich eine Meisterin von der Normalschanze gekürt wurde. Erfolgreichstes Föderationssubjekt war die Republik Baschkortostan. Veranstalter war der russische Skiverband für Skispringen und die Nordische Kombination. Als Technischer Delegierter fungierte Juri Kalinin.

## Austragungsort
| \| Tschaikowski \| |
| Tschaikowski       |

| Tschaikowski |

## Ergebnisse

### Frauen
| Platz | Name                       | Föderationssubjekt      | Weite 1 | Weite 2 | Punkte |
| ----- | -------------------------- | ----------------------- | ------- | ------- | ------ |
| 01.   | Irina Taktajewa            | Moskau                  | 088,0   | 094,5   | 212,0  |
| 02.   | Anastassija Gladyschewa    | Region Perm             | 079,5   | 080,5   | 158,5  |
| 03.   | Sofija Tichonowa           | Sankt Petersburg        | 076,0   | 079,0   | 146,0  |
| 04.   | Anastassija Weschtschikowa | Moskau                  | 075,5   | 070,0   | 125,0  |
| 05.   | Alexandra Kustowa          | Oblast Magadan          | 073,0   | 069,5   | 120,0  |
| 06.   | Darja Gruschina            | Sankt Petersburg        | 068,0   | 070,0   | 107,5  |
| 07.   | Stefanija Nadymowa         | Region Perm             | 066,5   | 067,0   | 096,5  |
| 08.   | Marija Sotowa              | Oblast Nischni Nowgorod | 064,5   | 063,5   | 086,5  |
| 09.   | Adel Saifulina             | Republik Baschkortostan | 067,5   | 062,0   | 086,0  |
| 10.   | Ewelina Otmachowa          | Oblast Swerdlowsk       | 062,0   | 062,0   | 073,5  |

Datum: 18. März 2012
Schanze: Normalschanze K-95
Russische Meisterin 2011:  Irina Taktajewa
Teilnehmerinnen / Föderationssubjekte: 15 / 8
Irina Taktajewa konnte ihren Meistertitel erfolgreich verteidigen. Sie gewann mit einem großen Vorsprung von mehr als 50 Punkten. Bronze gewann die Dreizehnjährige Sofija Tichonowa, die am Vortag Juniorenmeisterin wurde.

### Männer

#### Normalschanze
| Platz | Name                 | Föderationssubjekt      | Weite 1 | Weite 2 | Punkte |
| ----- | -------------------- | ----------------------- | ------- | ------- | ------ |
| 01.   | Dmitri Wassiljew     | Republik Baschkortostan | 102,5   | 100,0   | 253,0  |
| 02.   | Ilja Rosljakow       | Moskau                  | 099,5   | 101,0   | 250,0  |
| 03.   | Alexander Sardyko    | Oblast Nischni Nowgorod | 099,0   | 097,5   | 237,0  |
| 04.   | Anton Kalinitschenko | Oblast Kemerowo         | 101,5   | 091,0   | 228,0  |
| 05.   | Ilmir Chasetdinow    | Republik Baschkortostan | 090,5   | 100,0   | 225,5  |
| 06.   | Dmitri Ipatow        | Oblast Magadan          | 097,0   | 090,5   | 218,0  |
| 07.   | Alexei Romaschow     | Sankt Petersburg        | 091,0   | 096,0   | 217,0  |
| 08.   | Roman Trofimow       | Moskau                  | 085,5   | 095,5   | 203,5  |
| 09.   | Alexei Buiwolow      | Oblast Nischni Nowgorod | 089,0   | 089,0   | 197,0  |
| 10.   | Andrei Patschin      | Moskau                  | 090,0   | 087,5   | 195,0  |

Datum: 24. März 2012
Schanze: Normalschanze K-95
Russischer Meister 2011:  Ilja Rosljakow
Teilnehmer / Föderationssubjekte: 72 / 12
Russischer Meister wurde Dmitri Wassiljew, der als einziger Athlet zweimal über hundert Meter weit sprang.

#### Großschanze
| Platz | Name                    | Föderationssubjekt      | Weite 1 | Weite 2 | Punkte |
| ----- | ----------------------- | ----------------------- | ------- | ------- | ------ |
| 01.   | Dmitri Wassiljew        | Republik Baschkortostan | 129,5   | 128,5   | 243,9  |
| 02.   | Anton Kalinitschenko    | Oblast Kemerowo         | 125,5   | 130,0   | 238,9  |
| 03.   | Alexander Sardyko       | Oblast Nischni Nowgorod | 129,0   | 124,0   | 230,4  |
| 04.   | Ilmir Chasetdinow       | Republik Baschkortostan | 119,0   | 118,5   | 200,5  |
| 05.   | Pjotr Tschaadajew       | Moskau                  | 119,0   | 114,5   | 192,3  |
| 06.   | Dmitri Ipatow           | Oblast Magadan          | 114,0   | 112,0   | 177,3  |
| 07.   | Roman Trofimow          | Moskau                  | 114,0   | 110,0   | 173,7  |
| 08.   | Ilja Rosljakow          | Moskau                  | 117,0   | 107,5   | 173,1  |
| 09.   | Stanislaw Oschtschepkow | Moskau                  | 110,0   | 111,5   | 168,2  |
| 10.   | Alexei Romaschow        | Sankt Petersburg        | 110,5   | 110,5   | 167,3  |

Datum: 25. März 2012
Schanze: Großschanze K-125
Russischer Meister 2011:  Ilja Rosljakow
Teilnehmer / Föderationssubjekte: 50 / 12
Es war die erste Vergabe des russischen Meistertitels unter Flutlich.

#### Team
| Platz | Team                      | Namen                                                                         | Weite 1                 | Weite 2                 | Punkte |
| ----- | ------------------------- | ----------------------------------------------------------------------------- | ----------------------- | ----------------------- | ------ |
| 01.   | Republik Baschkortostan I | Witali Woina Grigori Leontjew Ilmir Chasetdinow Dmitri Wassiljew              | 119,0 127,0 136,5       | 108,0 119,5 132,0 131,5 | 879,5  |
| 02.   | Moskau I                  | Stanislaw Oschtschepkow Pjotr Tschaadajew Ilja Rosljakow Roman Trofimow       | 120,0 129,0 119,5 123,5 | 119,5 125,0 120,5       | 867,1  |
| 03.   | Oblast Nischni Nowgorod I | Alexander Schuwalow Dmitri Sporynin Alexei Buiwolow Alexander Sardyko         | 119,5 119,0 112,5 131,0 | 114,0 111,5 122,0       | 796,2  |
| 04.   | Moskau II                 | Pawel Jeremejewski Georgi Tscherwjakow Jegor Ussatschew Andrei Patschin       | 112,0 121,5 116,0 119,0 | 104,5 113,5 121,5 113,0 | 738,8  |
| 05.   | Sankt Petersburg          | Roman Gornostajew Wladislaw Persijanzew Wladislaw Bojarinzew Alexei Romaschow | 108,0 103,0 120,0 115,0 | 104,5 115,0             | 666,0  |

Datum: 26. März 2012
Schanze: Großschanze K-125
Russischer Meister 2011:  Moskau
Teilnehmende Teams / Föderationssubjekte: 15 / 10
Weitere Platzierungen:

06. Platz:  Oblast Nischni Nowgorod II

07. Platz:  Republik Tatarstan

08. Platz:  Oblast Magadan

09. Platz:  Region Perm

10. Platz:  Oblast Kemerowo

11. Platz:  Republik Baschkortostan II

12. Platz:  Region Perm II

13. Platz:  Oblast Leningrad

14. Platz:  Region Krasnojarsk

15. Platz:  Moskau III
Das Team aus der Republik Baschkortostan holte ihren ersten Teamsieg seit 2006. Mit seinem Sprung auf 136,5 Metern stellte Dmitri Wassiljew einen neuen inoffiziellen Schanzenrekord auf.

## Medaillenspiegel
| Platz | Föderationssubjekt      |   |   |   |    |
| ----- | ----------------------- | - | - | - | -- |
| 1     | Republik Baschkortostan | 3 | 0 | 0 | 3  |
| 2     | Moskau                  | 1 | 2 | 0 | 3  |
| 3     | Oblast Kemerowo         | 0 | 1 | 0 | 1  |
|       | Region Perm             | 0 | 1 | 0 | 1  |
| 5     | Oblast Nischni Nowgorod | 0 | 0 | 3 | 3  |
| 6     | Sankt Petersburg        | 0 | 0 | 1 | 1  |
| Total | Total                   | 4 | 4 | 4 | 12 |